# Мерю (кантон)
Мерю (фр. Méru) — кантон во Франции, находится в регионе О-де-Франс, департамент Уаза. Расположен на территории двух округов - семь коммун входят в состав округа Бове, семь - в состав округа Санлис.

## История
До 2015 года в состав кантона входили коммуны Амбленвиль, Андевиль, Ансервиль, Борнель, Вильнев-ле-Саблон, Иври-ле-Тампль, Корбей-Сер, Лормезон, Мерю, Мон, Монтерлан, Невиль-Боск, Пуи, Рессон-л'Аббе, Сен-Крепен-Ибувилле, Фоссёз, Френо-Моншеврёй, Шавансон, Энонвиль, Эш.
В результате реформы 2015 года   состав кантона изменился. Из прежних двадцати коммун в составе кантона осталось девять, к которым были добавлены семь коммун упраздненного кантона Нёйи-ан-Тель.
С 1 января 2016 года коммуны  Ансервиль и Фоссёз вошли в состав коммуны Борнель.

## Состав кантона с 1 января 2016 года
В состав кантона входят коммуны (население по данным Национального института статистики за 2018 г.):
- Амбленвиль (1 748 чел.)
- Андевиль (3 292 чел.)
- Бель-Эглиз (608 чел.)
- Борнель (4 799 чел.)
- Вильнёв-ле-Саблон (1 176 чел.)
- Дьёдонне (853 чел.)
- Лормезон (1 310 чел.)
- Мерю (14 609 чел.)
- Нёйи-ан-Тель (3 818 чел.)
- Пюизё-ле-Оберже (857 чел.)
- Френуа-ан-Тель (901 чел.)
- Шамбли (10 174 чел.)
- Эркюи (1 607 чел.)
- Эш (1 592 чел.)

## Политика
На президентских выборах 2022 г. жители кантона отдали в 1-м туре Марин Ле Пен 32,4 % голосов против 23,8 % у Жана-Люка Меланшона и 21,6 % у Эмманюэля Макрона; во 2-м туре в кантоне победила Ле Пен, получившая 54,2 % голосов. (2017 год. 1 тур: Марин Ле Пен – 31,4 %, Жан-Люк Меланшон – 20,8 %, Эмманюэль Макрон – 19,2 %, Франсуа Фийон – 13,6 %; 2 тур: Макрон – 53,4 %. 2012 год. 1 тур: Франсуа Олланд – 27,1 %, Марин Ле Пен – 25,6 %, Николя Саркози – 24,1 %; 2 тур: Саркози – 50,6 %).
С 2021 года кантон в Совете департамента Уаза представляют мэр коммуны Пюизё-ле-Оберже Брюно Калейро (Bruno Caleiro) и вице-мэр города Мерю Фредерика Леблан (Frédérique Leblanc) (оба – Республиканцы).
|                | Кандидаты                                | Партия                   | Первый тур | Первый тур     | Второй тур | Второй тур |
| Кол-во голосов | Кандидаты                                | Партия                   | % голосов  | Кол-во голосов | % голосов  |            |
| -------------- | ---------------------------------------- | ------------------------ | ---------- | -------------- | ---------- | ---------- |
|                | Брюно Калейро Фредерика Леблан           | Республиканцы            | 2 712      | 36,29          | 4 818      | 64,66      |
|                | Мари-Кристин Боден-Шеню Александр Сабату | Национальное объединение | 2 406      | 32,20          | 2 633      | 35,34      |
|                | Мари-Элен Даво Эрве де Деруа             | Социалистическая партия  | 1 087      | 14,55          |            |            |
|                | Ильян Але Жером Фюре                     | Вперёд, Республика!      | 859        | 11,49          |            |            |
|                | Сандрин Кокери Дидье Дюмон               | Непокорённая Франция     | 409        | 5,47           |            |            |

|                | Кандидаты                       | Партия             | Первый тур | Первый тур     | Второй тур | Второй тур |
| Кол-во голосов | Кандидаты                       | Партия             | % голосов  | Кол-во голосов | % голосов  |            |
| -------------- | ------------------------------- | ------------------ | ---------- | -------------- | ---------- | ---------- |
|                | Ильян Але Жерар Оже             | Левый блок         | 3 472      | 27,02          | 6 332      | 50,99      |
|                | Мари-Кристин Боден Николя Маге  | Национальный фронт | 4 847      | 37,72          | 6 087      | 49,01      |
|                | Ален Дюклерк Николь Ландон      | Правый блок        | 3 394      | 26,41          |            |            |
|                | Изабель ван дер Дод Дидье Дюмон | Разные левые       | 1 136      | 8,84           |            |            |

|  | Кандидат       | Партия                    | % голосов |
|  | -------------- | ------------------------- | --------- |
|  | Ален Летелье   | Союз за народное движение | 51,89     |
|  | Жоэль Васке    | Социалистическая партия   | 38,15     |
|  | Жоаким Перейра | Национальный фронт        | 9,96      |